# L'Or bleu
L'Or bleu est un roman de science-fiction de Danielle Martinigol paru en 1989.

## Résumé
Dans un futur pas si lointain, l'eau est devenue une denrée rare sur Terre, après des contaminations et le lent assèchement des mers dû à l’incontrôlable surpopulation de la planète. Une organisation, initialement humanitaire, l'Organisation de Survie de la Terre, avait pour but de protéger cette ressource, mais elle s’est approprié cette ultime richesse pour gagner en pouvoir politique (p. 98). Les « Jaspes », une police d’élite de l’O.S.T., maintiennent l’ordre d’une main de fer face à la contestation des Partisans Internationaux d'une Organisation Nouvelle de Survie (P.I.O.N.S.). Une mystérieuse planète, recelant un élément chimique, le « chirium », qui permet d’obtenir de l’eau, est au centre de toutes les convoitises. Le protagoniste du roman, Bruce, un adolescent vivant au large de Saturne, visite la Terre, mais se retrouve rapidement coincé entre les lignes des opposants. Sa participation à un « vidéo-spectacle » (p. 27) lui permet de gagner suffisamment d’argent pour fonder une association destinée à exploiter le chirium, mais la fin demeure ouverte quant aux manœuvres de l’O.S.T. afin de conserver la mainmise sur la précieuse ressource.

## Personnages
- Bruce Lude Cambra : 17 ans, héros de l'histoire.
- Jean-Benoît Lude : père de Bruce, membre des P.I.O.N.S.
- Dina Cambra : mère de Bruce avec Jean-Benoît (morte durant l'enfance de Bruce).
- Kos : ami de Jean-Benoît Lude, membre des P.I.O.N.S.
- Vivien Gabriel : étudiant, frère jumeau de Cyprien.
- Cyprien Gabriel : membre des P.I.O.N.S., frère jumeau de Vivien.
- Lille : actrice de vidéo-jeu et membre de P.I.O.N.S.
- Manuel : ami de Bérénice et acteur de jeu-vidéo.
- Roxane Bairal : étudiante en astronomie, sœur de Bérénice.
- Bérénice Bairal : actrice de vidéo-jeu et sœur de Roxane.
- Les Jaspes : police de l'O.S.T., ennemie de l'organisation des P.I.O.N.S..